# 마키오카정
마키오카정(牧丘町)은 야마나시현 히가시야마나시군에 설치되었던 정이다. 현재의 야마나시시에 해당한다.

## 역사
- 1954년 5월 17일 - 스와정, 니시호촌, 나카마키촌이 합병해 성립하였다.
- 2005년 3월 22일 - 야마나시시, 미토미촌과 합병해 새로운 야마나시시가 성립하였다. 동일 마키오카정은 폐지되었다.

## 교통

### 도로
- 국도 제140호선